# Бигаро Бюрла
Бигаро Бюрла е френски сорт череша, внесен в България през 1967 г. В България е разпространен основно в Кюстендилския район. Във Франция е един от най-широко разпространените черешови сортове.
Дървото е средно до силнорастящо, с пирамидална до широкопирамидална, средно гъста корона. Цъфтежът е средно ран. Добри опрашители са Ранна Черна Едра, Наполеон, Хеделфингенска, Ван, Райниер, Старкинг харди джайънт и Ърли Ривърс. Образува кръстосана несъвместима група с Бигаро Моро. В плододаване всъпва 4 години след засаждането, има умерена до добра родовитост. Студоустойчивостта му е под средна, показва известна чувствителност към късните пролетни мразове. Слабо чувствителен е на сачмянка и на ранно кафяво гниене, толерантен на някои вирусни болести, много силно чувствителен на цилиндроспориоза. Устойчив на монолия. При валежи по време на зреенето плодовете се напукват много. Изисква месторастения с добър въздушен дренаж, леки и богати почви. Подходяща подложка е махалебката.
Плодовете узряват през третото десетдневие на май-началото на юни. Те са едри (със средно тегло 7,4 гр.), широкосърцевидни, слабо сплеснати, с тъп връх. Коремната страна е леко издута, коремният шев не личи. Дръжката е къса. Гръбната страна е широка плитка бразда. Кожицата е дебела, тъмночервена, с гланц. Месото е тъмночервено, плътно, хрупкаво, сочно, сладко, слабо кисело, с отлично качество. Дръжката е средно дълга. Сокът е червен. Костилката е средно едра, широкояйцевидна, гладка, отделя се от месото.
Плодовете са издръжливи на манипулация и транспорт. Използват се главно за прясна консумация. Могат да се берат механизирано.